# محمد محبی
محمد محبی (زادهٔ ۲۹ آذر ۱۳۷۷) بازیکن فوتبال ایرانی است که در پست وینگر برای تیم ملی ایران بازی می‌کند. 
برادر کوچکتر وی مسعود محبی، بازیکن باشگاه فوتبال خیبر خرم‌آباد است.

## عملکرد باشگاهی

### سپاهان اصفهان
محبی که فوتبالش را از رده‌های پایه شاهین بوشهر آغاز کرده بود، با درخشش در این تیم راهی باشگاه سپاهان شد و ۶۴ بار نیز برای این تیم اصفهانی به میدان رفت که حاصل آن ۱۲ گل و ۴ پاس گل بود

### سانتاکلارا پرتغال
و بعد از سپاهان اصفهان با قراردادی ۳ ساله راهی باشگاه فوتبال سانتاکلارا شد و در ۱۸ دیداری که به میدان رفت، ۳ مرتبه موفق به گلزنی در لیگ برتر پرتغال شد.

### استقلال تهران
وی بعد از یک فصل حضور در سانتاکلارا با قراردادی قرضی به استقلال تهران پیوست و در یکی از ستارگان استقلال بود و در ۲۸ بازی برای استقلال انجام توانست هشت گل به ثمر رساند و چهار پاس گل بدهد و در جام حذفی نیز دو گل بزند و روی دو گل تأثیرگذاری داشته باشد اما بعد از یک فصل درخشش از استقلال جدا شد

محمد محبی در پست خداحافظی از هواداران استقلال گفت:
سلام خدمت شما بهترین هواداران ایران، باید خدمت شما عزیزان عرض کنم من ناچار به ترک استقلال هستم به خاطر مسائلی که همه می‌دونن و برمی‌گرده به زمان مدیریت مدیری که فیش جعلی را به باشگاه پرتغالی ارسال کرد و بعد از آن باشگاه پرتغالی حاضر به توافق نشد

### روستوف روسیه
باشگاه فوتبال روستوف روسیه با پرداخت رضایت نامه محمد محبی به سانتاکلارا با او قراردادی ۳ ساله امضا کرد

## عملکرد ملی
محبی در تیر ۱۳۹۸ توسط مارک ویلموتس به اردوی تیم ملی ایران دعوت شد، و در تاریخ ۱۸ مهر ۱۳۹۸ نخستین بازی ملی رسمی خود را برابر کامبوج انجام داد.
کارلوس کی‌روش مورد انتقاد افراد زیادی برای دعوت نشدن محبی برای جام جهانی ۲۰۲۲ با توجه به فصل درخشانش در استقلال قرار گرفت.
وی با هدایت امیر قلعه‌نویی باری دیگر به تیم ملی برای بازی‌های دوستانه فروردین ماه دعوت شد و در بازی اول مقابل روسیه توانست یک پنالتی برای ایران بگیرد و در بازی دوم توانست دقیقه ۸۰ دروازهٔ کنیا را باز کند و ایران در این بازی با گل‌های محبی و رضاییان دو بر یک به پیروزی رسید. محبی دوباره با نظر امیر قلعه نویی برای بازی‌های دوستانه شهریور ماه ۱۴۰۲ دعوت شد و توانست در مقابل تیم ملی فوتبال بلغارستان تک گل ایران را به ثمر برساند و همچنین بهترین بازیکن زمین شد.محمد محبی در ۹ بازی اول خودش برای تیم ملی به اندازه بازی‌های ملی اش روی گل‌های تیم ملی ایران تأثیرگذار بود و موفق شده بود ۴ گل بزند، ۳ پاس گل بدهد و ۲ پنالتی هم گرفته بود.

### جام کافا ۲۰۲۳
وی با سرمربیگری امیر قلعه‌نویی توانست همراه با تیم ملی فوتبال ایران عنوان قهرمانی نخستین دوره مسابقات قهرمانی فوتبال آسیای مرکزی ۲۰۲۳ را کسب کند.

### جام ملت‌های آسیا ۲۰۲۳
محمد محبی برای جام ملت‌های آسیا به تیم ملی ایران تحت هدایت امیر قلعه‌نویی دعوت شد، و در بازی‌های دوستانه قبل از جام ملت‌ها در مقابل بورکینافاسو و اندونزی به میدان رفت. وی همچنین توانست گل اول ایران را به ژاپن به ثمر برساند و در نهایت ایران با نتیجه ۲–۱ ژاپن را شکست بدهد و به مرحله نیمه نهایی جام ملت‌های آسیا صعود کند. او در این مسابقه بهترین بازیکن زمین شد.

## آمار ملی

### بازی‌های ملی
تا تاریخ ۲۰ مارس ۲۰۲۵
| ایران | ایران | ایران | ایران  |
| سال   | بازی  | گل    | پاس گل |
| ----- | ----- | ----- | ------ |
| ۲۰۱۹  | ۳     | ۲     | ۲      |
| ۲۰۲۳  | ۱۱    | ۲     | ۳      |
| ۲۰۲۴  | ۱۳    | ۶     | ۰      |
| ۲۰۲۵  | ۱     | ۱     | ۰      |
| مجموع | ۲۸    | ۱۱    | ۵      |

### گل‌های ملی
| شماره | تاریخ          | میزبان  | بازی ملی | حریف      | نتیجه | رقابت                  | ورزشگاه     |
| ----- | -------------- | ------- | -------- | --------- | ----- | ---------------------- | ----------- |
| ۱     | ۱۰ اکتبر ۲۰۱۹  | تهران   | ۱        | کامبوج    | ۱۴–۰  | مقدماتی جام جهانی ۲۰۲۲ | آزادی       |
| ۲     | ۱۰ اکتبر ۲۰۱۹  | تهران   | ۱        | کامبوج    | ۱۴–۰  | مقدماتی جام جهانی ۲۰۲۲ | آزادی       |
| ۳     | ۲۸ مارس ۲۰۲۳   | تهران   | ۵        | کنیا      | ۲–۱   | دوستانه                | آزادی       |
| ۴     | ۷ سپتامبر ۲۰۲۳ | پلوودیف | ۹        | بلغارستان | ۱–۰   | دوستانه                | هریستو بوتف |
| ۵     | ۳ فوریه ۲۰۲۴   | الریان  | ۲۰       | ژاپن      | ۲–۱   | جام ملت‌های آسیا ۲۰۲۳   | شهر آموزش   |
| ۶     | ۲۱ مارس ۲۰۲۴   | تهران   | ۲۲       | ترکمنستان | ۵–۰   | مقدماتی جام جهانی ۲۰۲۶ | آزادی       |
| ۷     | ۱۵ اکتبر ۲۰۲۴  | دبی     | ۲۵       | قطر       | ۴–۱   | مقدماتی جام جهانی ۲۰۲۶ | راشد        |
| ۸     | ۱۵ اکتبر ۲۰۲۴  | دبی     | ۲۵       | قطر       | ۴–۱   | مقدماتی جام جهانی ۲۰۲۶ | راشد        |
| ۹     | ۱۴ نوامبر ۲۰۲۴ | وینتیان | ۲۶       | کرهٔ شمالی | ۳–۲   | مقدماتی جام جهانی ۲۰۲۶ | ورزشگاه ملی |
| ۱۰    | ۱۴ نوامبر ۲۰۲۴ | وینتیان | ۲۶       | کرهٔ شمالی | ۳–۲   | مقدماتی جام جهانی ۲۰۲۶ | ورزشگاه ملی |
| ۱۱    | ۲۰ مارس ۲۰۲۵   | تهران   | ۲۸       | امارات    | ۲–۰   | مقدماتی جام جهانی ۲۰۲۶ | آزادی       |

## آمار باشگاهی
تا تاریخ ۱۴ اردیبهشت ۱۴۰۴
| باشگاه            | دسته              | فصل               | لیگ  | لیگ | جام حذفی | جام حذفی | قاره ای | قاره ای | سوپرجام + سایر | سوپرجام + سایر | مجموع | مجموع |
| باشگاه            | دسته              | فصل               | بازی | گل  | بازی     | گل       | بازی    | گل      | بازی           | گل             | بازی  | گل    |
| ----------------- | ----------------- | ----------------- | ---- | --- | -------- | -------- | ------- | ------- | -------------- | -------------- | ----- | ----- |
| شاهین بوشهر       | لیگ دسته دوم      | ۹۷–۱۳۹۶           | ۲۵   | ۳   | ۰        | ۰        | –       | –       | –              | –              | ۲۵    | ۳     |
| شاهین بوشهر       | لیگ آزادگان       | ۹۸–۱۳۹۷           | ۲۴   | ۲   | ۱        | ۰        | –       | –       | –              | –              | ۲۵    | ۲     |
| مجموع شاهین بوشهر | مجموع شاهین بوشهر | مجموع شاهین بوشهر | ۴۹   | ۵   | ۱        | ۰        | –       | –       | –              | –              | ۵۰    | ۵     |
| سپاهان            | لیگ برتر          | ۹۹–۱۳۹۸           | ۲۶   | ۶   | ۳        | ۱        | ۶       | ۱       | –              | –              | ۳۵    | ۸     |
| سپاهان            | لیگ برتر          | ۱۴۰۰–۱۳۹۹         | ۲۷   | ۳   | ۲        | ۱        | –       | –       | –              | –              | ۲۹    | ۴     |
| مجموع سپاهان      | مجموع سپاهان      | مجموع سپاهان      | ۵۳   | ۹   | ۵        | ۲        | ۶       | ۱       | –              | –              | ۶۴    | ۱۲    |
| سانتا کلارا       | لیگ برتر پرتغال   | ۲۲–۲۰۲۱           | ۱۶   | ۳   | ۰        | ۰        | –       | –       | ۲              | ۰              | ۱۸    | ۳     |
| مجموع سانتا کلارا | مجموع سانتا کلارا | مجموع سانتا کلارا | ۱۶   | ۳   | ۰        | ۰        | –       | –       | ۲              | ۰              | ۱۸    | ۳     |
| استقلال (قرضی)    | لیگ برتر          | ۰۲–۱۴۰۱           | ۲۸   | ۸   | ۵        | ۲        | –       | –       | ۱              | ۰              | ۳۴    | ۱۰    |
| مجموع استقلال     | مجموع استقلال     | مجموع استقلال     | ۲۸   | ۸   | ۵        | ۲        | –       | –       | ۱              | ۰              | ۳۴    | ۱۰    |
| روستوف            | لیگ برتر روسیه    | ۲۴–۲۰۲۳           | ۲۲   | ۶   | ۷        | ۰        | –       | –       | –              | –              | ۲۹    | ۶     |
| روستوف            | لیگ برتر روسیه    | ۲۰۲۴–۲۵           | ۱۵   | ۴   | ۵        | ۲        | –       | –       | –              | –              | ۲۰    | ۶     |
| مجموع روستوف      | مجموع روستوف      | مجموع روستوف      | ۳۷   | ۱۰  | ۱۲       | ۲        | –       | –       | –              | –              | ۴۹    | ۱۲    |
| مجموع آمار        | مجموع آمار        | مجموع آمار        | ۱۸۳  | ۳۵  | ۲۳       | ۶        | ۶       | ۱       | ۳              | ۰              | ۲۱۵   | ۴۲    |

## افتخارات

### افتخارات باشگاهی

#### سپاهان اصفهان
- نایب قهرمانی لیگ برتر خلیج فارس: ۰۰–۱۳۹۹

#### استقلال تهران
- قهرمانی سوپر جام فوتبال ایران: ۱۴۰۱
- نایب قهرمانی جام حذفی فوتبال ایران: ۰۲–۱۴۰۱

### افتخارات ملی
- قهرمانی مسابقات فوتبال آسیای مرکزی: ۲۰۲۳

### افتخارات فردی
- بهترین وینگر راست سال ۱۴۰۱ از نگاه برنامه تلویزیونی نوروز فوتبالی
- بهترین بازیکن ماه لیگ برتر روسیه: مارس ۲۰۲۴[۲۱][۲۲]